# Achenheim
Achenheim es una comuna y localidad de Francia del departamento del Bajo Rin, en la región de Alsacia.

## Descripción
Achenheim destaca por sus yacimientos prehistóricos en los que se encontraron los primeros restos de presencia humana en Alsacia y que datan del periodo Paleolítico. La estratografía del suelo de Achenheim es un referente en Europa para el estudio del Cuaternario.